# Cantone di L'Isle-sur-la-Sorgue
Il Cantone di L'Isle-sur-la-Sorgue è una divisione amministrativa dell'arrondissement di Avignone, situata nel dipartimento di Vaucluse della regione Provenza-Alpi-Costa Azzurra.
A seguito della riforma complessiva dei cantoni del 2014 è passato da 9 a 5 comuni.

## Composizione
Prima della riforma del 2014 comprendeva i comuni di:
- Cabrières-d'Avignon
- Châteauneuf-de-Gadagne
- Fontaine-de-Vaucluse
- L'Isle-sur-la-Sorgue
- Jonquerettes
- Lagnes
- Saint-Saturnin-lès-Avignon
- Saumane-de-Vaucluse
- Le Thor

Dal 2015 comprende i comuni di:
- Châteauneuf-de-Gadagne
- Fontaine-de-Vaucluse
- L'Isle-sur-la-Sorgue
- Saumane-de-Vaucluse
- Le Thor